# Brzezinki (województwo opolskie)
Brzezinki (niem. Bürgsdorf)– wieś w Polsce położona w województwie opolskim, w powiecie kluczborskim, w gminie Wołczyn.
W latach 1975–1998 miejscowość administracyjnie należała do ówczesnego województwa opolskiego.

## Nazwa
W 1295 w kronice łacińskiej Liber fundationis episcopatus Vratislaviensis (pol. Księga uposażeń biskupstwa wrocławskiego) miejscowość wymieniona jest jako Bresinki.

## Historia
Od 1774 r. wieś posiadała pieczęć gminną, na której wizerunku przedstawiono na kartuszu kwiat / lemiesz pługa w słup, za nim trzy kłosy.

## Zabytki
Do wojewódzkiego rejestru zabytków wpisane są:
- kościół ewangelicki, obecnie rzymsko-katolicki filialny pw. Narodzenia NMP, drewniany pierwotny istniejący w średniowieczu, przejęty został w 1527 r. przez protestantów. Obecny zbudowany został prawdopodobnie w 1550 r., a rozbudowany w 1693 r. Od 1945 roku jest kościołem katolickim, wypisany z księgi rejestru
- ogrodzenie kościoła z bramkami, drewniane, z XVIII w.
- park z dworem i aleją dojazdową, z I połowy XIX w.